# Sangiaccato di Gallipoli
Il Sangiaccato di Gallipoli o Gelibolu (in turco ottomano: Sancak-i/Liva-i Gelibolu) era una provincia ottomana di secondo livello (sangiaccato/sanjak) o liva) che comprendeva la penisola di Gallipoli e una parte della Tracia meridionale. Gallipli fu la prima provincia ottomana in Europa e per oltre un secolo la base principale della marina ottomana. Successivamente, e fino al XVIII secolo, servì come sede del Capitan pascià e capitale dell'Eyalet dell'Arcipelago.

## Storia
Gallipoli (in greco antico: Καλλίπολις?, Kallípolis, in turco ottomano: گلیبولو, Gelibolu) fu da sempre un sito di particolare importanza strategica, in quanto controllava lo stretto dei Dardanelli. Già sotto l'impero bizantino fungeva da base navale. I turchi ottomani catturarono la prima volta la robusta fortezza dai Bizantini nel 1354, insieme ad altri siti nell'area, aiutati da un terremoto che fece crollare le loro mura. Gallipoli assicurava agli ottomani un appiglio nei Balcani e divenne la sede del principale governatore ottomano in Rumelia. La fortezza fu riconquistata a Bisanzio dalla crociata sabauda nel 1366, ma i bizantini assediati furono costretti a restituirla nel settembre 1376.
Gallipoli divenne il principale punto di passaggio per gli eserciti ottomani che si spostavano tra Europa e Asia, protetti dalla marina ottomana, che aveva la sua base principale nella città. Il sultano Bayezid I (r. 1389-1402) rinforzò Gallipoli e ne rafforzò le mura e le difese del porto, ma inizialmente la debole flotta ottomana rimase incapace di controllare completamente il passaggio dei Dardanelli, specialmente di fronte ai veneziani. Di conseguenza, durante la guerra turco-veneziana (1463-1479) le difese dello stretto furono rafforzate da due nuove fortezze e fu stabilito l'arsenale imperiale ottomano nella stessa Istanbul l. Gallipoli rimase la base principale della flotta ottomana fino al 1515, quando fu trasferita a Istanbul. In seguito iniziò a perdere la sua importanza militare, ma rimase un importante centro commerciale essendo il più importante punto di passaggio tra l'Asia e l'Europa.
Dalla seconda conquista ottomana fino al 1533, Gallipoli fu un sangiaccato della Eyalet di Rumelia. Nel 1533, Hayreddin Barbarossa, Capitan pascià (ammiraglio capo, in turco kapudan pasha) della Marina ottomana, fu creato il nuovo Eyalet dell'Arcipelago, che comprendeva la maggior parte delle coste e delle isole del Mar Egeo, e Gallipoli divenne la sede e la capitale della provincia (pasha- sanjak) dell'Arcipelago, fino al XVIII secolo, quando il capitan pascià trasferì la sua sede a Istanbul.
Nel 1846 il sangiaccato di Gallipoli entrò a far parte dell'Eyalet di Adrianopoli e dopo il 1864, nell'ambito dell'ampia riforma sui vilayet, rientrò nel Vilayet di Adrianopoli. Parti della provincia furono occupate dalle truppe bulgare nella prima guerra balcanica, ma furono recuperate dagli ottomani nella seconda guerra balcanica. Durante la prima Guerra Mondiale fu teatro della Campagna di Gallipoli. Dopo la guerra, il sangiaccato fu brevemente (1920-1922) occupato dalla Grecia secondo le disposizioni del Trattato di Sèvres, e divenne una prefettura greca. Dopo la sconfitta greca nella guerra greco-turca del 1919-1922, ritornò alla Turchia. Gallipoli fu un centro di provincia tra il 1922 e il 1926 con i distretti di Gelibolu, Eceabat, Keşan (inclusi anche gli attuali distretti di İpsala ed Enez come comuni) e Şarköy prima della divisione tra le province di Çanakkale, Edirne e Tekirdağ.

## Divisione amministrativa
In origine il sangiaccato di Gallipoli comprendeva ampie parti della Tracia meridionale, da Küçükçekmece alla periferia di Istanbul alle foci del fiume Struma, e inizialmente anche Galata e Izmit (Nicomedia). Secondo un registro del 1600, i suoi distretti (nahiya) erano: Gelibolu ed Evreşe, Lemnos, Tasoz (Thasos ), Miğal-kara (Malkara) e Harala, Abri, Keşan, Ipsala e Gümülcine (Komotini). Il funzionario dell'inizio del XVII secolo Ayn-i Ali Efendi registrò che conteneva 14 ziamet e 85 timar, mentre più tardi nello stesso secolo il viaggiatore Evliya Çelebi registrò 6 ziamet e 122 timar.
Con la riforma del vilayet del 1864, il sangiaccato di Gallipoli comprendeva sei kaza: Gelibolu, Şarköy, Ferecik (Feres), Keşan, Malkara ed Enoz. Con il distacco del nuovo sangiaccato di Gümülcine nel 1878, il sangiaccato fu ridotto di estensione e durante la prima guerra mondiale conteneva solo tre kaza: Keşan, Mürefte e Şarköy.